# Ozolua
Ozolua, ou oba Ozolua, à l'origine appelé Okpame et plus tard Ozolua n'Ibaromi (Ozolua le Conquérant), est l'oba du Royaume du Bénin de 1483 à 1514. Il a considérablement agrandi le royaume par la guerre et a renforcé les liens avec l'Empire portugais. Il est un oba (roi) important dans l'histoire du Royaume du Bénin et reste important dans le folklore et les célébrations de la région.

## Histoire et biographie
Le prince Okpame est le troisième et plus jeune fils du roi Ewuare qui avait considérablement étendu le royaume du Bénin pendant son règne de 1440 à 1473. Après la mort d'Ewuare, son fils aîné survivant, Esi, est assassiné par une flèche empoisonnée lors de son couronnement. Son deuxième fils aîné, Olua, a régné pendant sept ans avec de nombreuses dissensions au sein de la famille.  Après un court règne du royaume les Uzama nomment le prince Okpame oba (en 1480 ou 1483) et il prend le nom d'Ozolua. 

## Règne
Son règne est défini en grande partie par une expansion militaire majeure du royaume du Bénin. Il a notamment mené une attaque réussie contre le royaume d'Owo. Bien que les récits historiques de la bataille diffèrent, le résultat final a laissé Owo indépendant tout en exigeant qu'il paie un tribut au Bénin.  Dans ses échanges diplomatiques avec les Portugais, il affirme avoir remporté plus de 200 batailles.  Ces victoires lui ont valu le titre d'Ozolua n'Ibarmoi (ou Ozolua le Conquérant) et, dans les statues et les œuvres d'art, il est souvent représenté comme un grand guerrier. 
Bien que des échanges et des contacts limités avec les Portugais aient commencé sous son père Ewuare, ces contacts se sont considérablement développés sous Ozolua. L'explorateur portugais Jean Alphonse d'Aveiro (pt) est entré dans la capitale Benin City en 1485 et a accompagné Ozolua, sans toutefois participer à la guerre. Ozolua est intrigué par les possibilités des armes à feu pour l'expansion du royaume, mais est informé par d'Aveiro que le commerce des armes à feu n'est possible qu'avec les alliés chrétiens des Portugais. 
Par conséquent, Ozolua a envoyé un ambassadeur au Portugal au début des années 1500 pour proposer une activité missionnaire dans le royaume et une conversion au christianisme en échange d'armes à feu (au moins une source indique qu'il s'est lui-même rendu au Portugal à un moment donné). Les Portugais n'ont pas accepté, mais ont envoyé un groupe de missionnaires dans le royaume en 1514. Les missionnaires sont rapidement repartis, car le royaume n'est pas intéressé par le christianisme à moins qu'il ne soit associé à la facilitation du commerce des armes à feu. 

## Succession
La fin du règne d'Ozolua est liée à un certain nombre de contes populaires importants dans la région. On sait qu'il avait deux fils, Esigie et Arualan, et qu'à la fin de son règne, il y eut une guerre de succession royale entre les deux frères et Esigie devint le nouvel oba du Royaume du Bénin. Une histoire populaire raconte que, dans sa vieillesse, Ozolua aurait par erreur nommé son fils Arualan souverain d'Udo (un petit village du Royaume) plutôt que d'Edo (ou Benin City, la capitale du Royaume). Quoi qu'il en soit, la confusion conduit les deux fils à la guerre.  Selon l'histoire, Arualan rassemble une force importante et, avec une grande confiance, dit aux habitants de sa ville que s'il ne gagne pas, ils devront jeter tous ses biens dans le lac voisin. Alors que son armée se dirige vers Benin City , les habitants de la ville et l'armée d'Esigie fuient pour éviter la bataille. Arualan revient déçu de ne pas avoir eu la chance de gagner et les villageois voyant son retour découragé supposent le pire et jettent ses biens dans le lac, il suit ses affaires pour ne plus jamais être revu. 

## Mort
Bien que les sources s'accordent sur la date générale de la fin de son règne en 1514, elles ne sont pas d'accord sur la date de sa mort. L'historien Adrian Hastings affirme qu'il est déposé en 1514 et assassiné par des chefs militaires lorsque la promesse d'armes à feu ne s'est pas concrétisée. La plupart des autres sources disent qu'il serait mort de causes naturelles en 1520,.